# Desert Plant Life
Desert Plant Life (abreviado Desert Pl. Life) fue una revista ilustrada con descripciones botánicas que fue editada en Pasadena (Estados Unidos). Se publicaron 24 números en los años 1929-1952.